# Brachythecium dovrense
Brachythecium dovrense är en bladmossart som beskrevs av Johann Amann 1918. Brachythecium dovrense ingår i släktet gräsmossor, och familjen Brachytheciaceae. Inga underarter finns listade i Catalogue of Life.